# Surbrunnsgatan

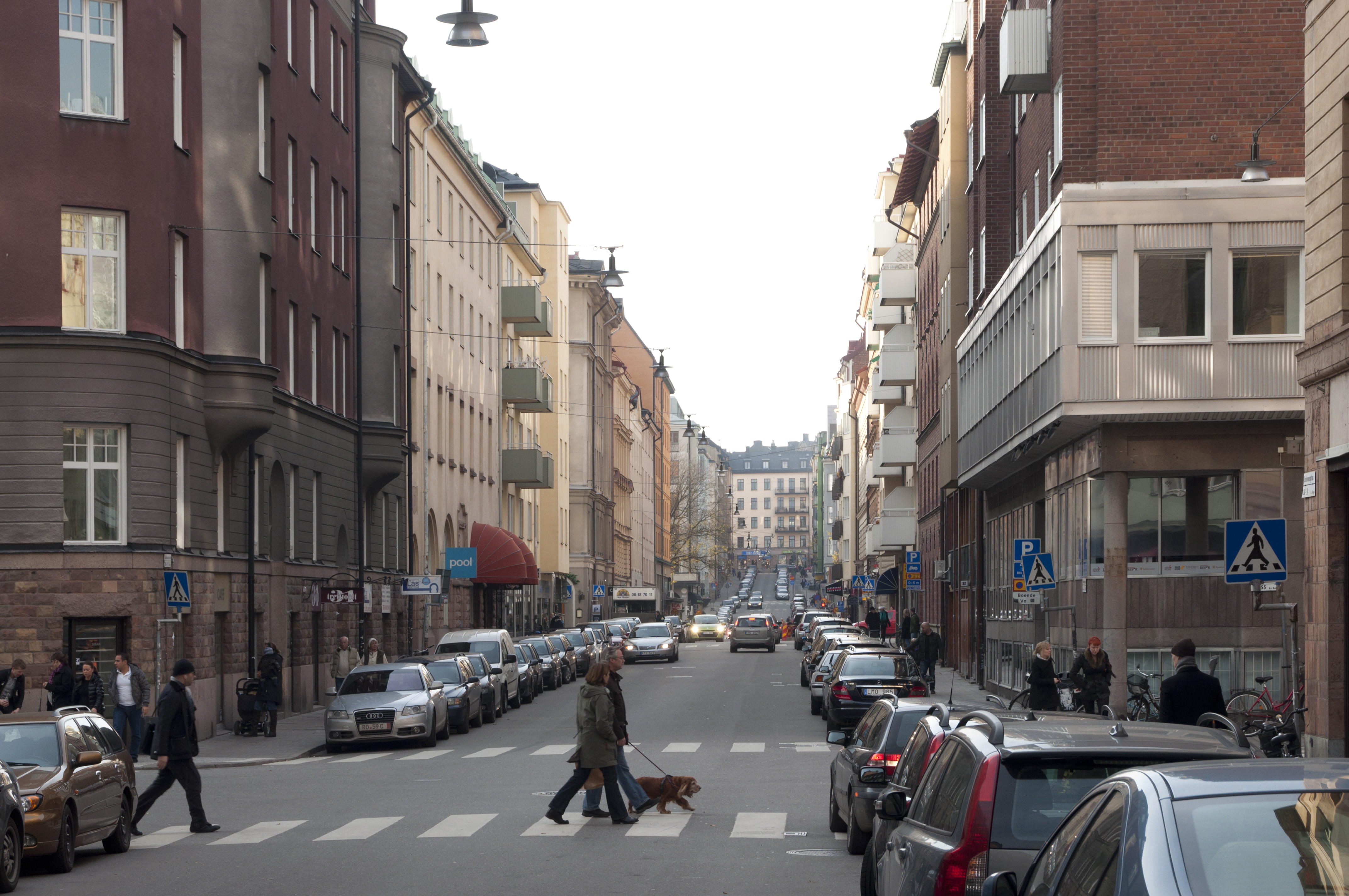
Surbrunnsgatan västerut i höjd med Tulegatan

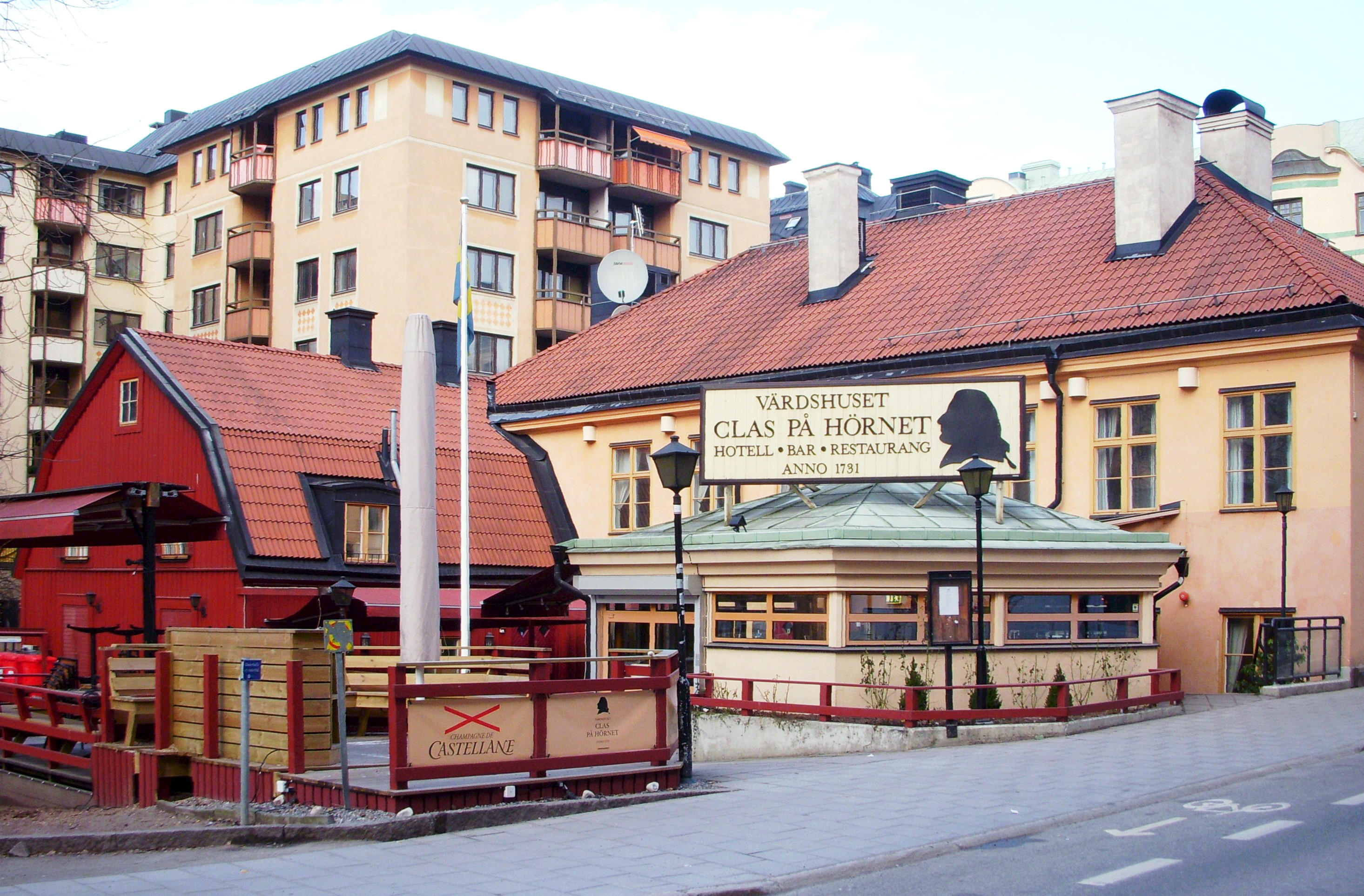
Surbrunnsgatan i höjd med Birger Jarlsgatan och Clas på Hörnet

Surbrunnsgatan är en gata i stadsdelarna Östermalm och Vasastaden i Stockholms innerstad. Den är en parallellgata till Odengatan och sträcker sig från Valhallavägen på Östermalm till Norrtullsgatan i Vasastan. På Surbrunnsgatan 20 ligger den klassiska krogen Clas på Hörnet och på nummer 48 låg tidigare Konditori Valand.

## Historik
Namnet Surbrunnsgatan har den av att det här förr fanns en surbrunn, vars vatten ansågs vara både "hälsogifvande och nyttigt i flerehanda sjukdomar". Särskilt myrsyran skulle vara bra för reumatiker. Den brunn som gett gatan dess namn omtalas som Norremalms Sur-brunn af Capellanen vid S:t Olof, Petter Muhr, på en ytterst i församlingen, vid Surbrunns-gatan, upptagen ödeplats, först uppfunnen och efter hans död 1691 af staden inlöst. 1767 skadas källådern och då upphör själva brunnsdrickningen, men efter det att källan sinat åkte man fortfarande hit, men då bara för nöjes skull, men 1902 tar även detta lilla nöje slut, för då brinner fastigheten.
Redan 1710 får gatan namnet Surbrunnsgatan, dock förekommer under 1800-talet även Stora Surbrunnsgatan och då kallas nuvarande Tulegatan för Lilla Surbrunnsgatan. Men vid namnrevisionen 1885 återfår och fastslås namnet Surbrunnsgatan.
Dr. Arthur Hazelius (Skansens grundare) barndomshem låg på Surbrunnsgatan 9 (45 med dagens numrering). Huset omvandlades 1865 till Asylet för Pauvres Honteux. På 1920-talet flyttades det till Skansen och finns idag att beskåda som Hazeliushuset.
Stand Up Comedy Klubben började 1989 uppträda på Norra Brunn på Surbrunnsgatan, och därmed skapades svensk ståuppkomik.
Anders Burius mer känd som KB-mannen, bodde på Surbrunnsgatan 45, när han sprängde sig själv och lägenheten den 8 december 2004.
Under 2023 byggdes gatan om till cykelgata, den första i Stockholm.